# Folkert Oldersma
Folkert Oldersma (Leeuwarden) is een Nederlands auteur van fictie, non-fictie en drama. 

## Biografie
Folkert Oldersma debuteerde in 1982 met het bekroonde tv-spel De Oproep (VARA) met in de hoofdrol Lex Goudsmit, waarna hij deel uitmaakte van Collectief Foks BV dat scenario’s ontwikkelde voor eigen en reeds bestaande televisieseries. Daarnaast schreef hij voor het (muziek)theater. Met Menno van Veen bracht hij een boek uit over de provincie Drenthe. Over de onderwerpen hoogbegaafdheid, ict, science en duurzaamheid ontwikkelde hij voor het onderwijs artikelen, columns, methodes en handboeken. Sinds 2015 legt hij zich toe op het schrijven van fictie. Hij schrijft boeken voor zowel de jeugd, Young Adults als volwassenen.

## Boeken en dramateksten
Informatief
Informatief
- 2013 Leren onderzoeken (co-auteurs Henk de Vries en Jimke Nicolai - Levend Leren)
- 2013 Knap lastig? (co-auteur Heidi Rubingh - Levend Leren)
- 2019 Drenthe, plekken met een verhaal (co-auteur Menno van Veen - Levend Leren)
- 2022 KNAP, leren leren om te kunnen leren (co-auteur Dick Kooistra - Levend Leren)

Jeugdboeken/Young Adult
- 2015 Eiki en Oeki moeten betalen (Levend Leren)
- 2015 De superkar van Eiki en Oeki (Levend Leren)
- 2015 Suzie vindt uit (Levend Leren)
- 2016 Het uiltje dat (te) knap is (Levend Leren)
- 2017 Eiki en Oeki ruimen op (Levend Leren)
- 2017 Eiki en Oeki hebben natte pootjes (Levend Leren)
- 2017 Schokkend (Levend Leren)
- 2017 Werk aan de winkel (Clavis)
- 2018 Mijn pake is crazy (Levend Leren)
- 2018 Voor hete vuren (Clavis)
- 2018 Dodelijk bericht (Clavis-YA)
- 2019 Het proefjesschrift van opa (Clavis)
- 2019 Drakenvuur (Clavis)
- 2020 Fedde en Naomi leven vrij en blij (Levend Leren)
- 2020 Schuldig (Clavis-YA)
- 2020 Allen voor één (Clavis)
- 2021 Vlam in de pan! (co-auteur Anneke Gebert – Clavis)
- 2022 Vol gas (Clavis)
- 2022 Bang voor de bal (Clavis)
- 2023 BV Boebietrep (Clavis)
- 2023 Lekkerdag (De Vier Windstreken)
- 2023 Gamereis naar de prehistorie (Sam Northerlake)
- 2024 Griezeltocht (Sam Northerlake)
- 2024 Het verborgen rijk van de Skrub (Sam Northerlake)
- 2024 Britta en Koen vieren de feestdagen (Ambilicious)
- 2024 Voor het klimaat! (Sam Northerlake)
- 2025 Ontdekkingsreizen (Clavis)
- 2025 Ingers wraak (Sam Northerlake)
- 2025 Da's geen kunst (Ambilicious)

Volwassenen
- 2023 Over lijken (Ellessy-crime)
- 2023 Kerstromance (Ellessy)
- 2024 Uithalers (Ellessy-crime)
- 2024 Een Franse romance (Ellessy)
- 2025 De vrouw op het wad (Ellessy-crime)

Drama
- 1982 De Oproep (VARA)
- 1984 Anna (Libretto opera Jelle Hogenhuis)
- 1985 Een nieuwe wereld (monoloog)
- 1985 De uitvinder (eenakter)
- 1989 Tsjoentsjettel (Tryater/Omrop Fryslan)
- 1990 Zeg 'ns Aa (VARA-afleveringen)
- 1990 Twaalf steden, dertien ongelukken (VARA-afleveringen)
- 1991 FC De Kampioenen (BRT-afleveringen)
- 1992 Zonen (toneelstuk-bewerking 2025)
- 1994 De laatste carrière (EO-tv-serie)
- 1994 Wat blijft (monoloog)
- 1995 Ik ben je moeder niet (TROS-tv-serie)
- 1995 Voor hete vuren (EO-tv-serie)
- 1996 Kleefkruid (toneelstuk-bewerking 2025)
- 2019 Lipstick moments; playing Bowie
- 2024 Uit weg (monoloog)